# Rubus hancinianus
Rubus hancinianus är en rosväxtart som beskrevs av Liberty Hyde Bailey. Rubus hancinianus ingår i släktet rubusar, och familjen rosväxter. Inga underarter finns listade i Catalogue of Life.